# Freebird Games
Freebird Games ist eine unabhängige Spieleentwickler Firma, die im Jahre 2007 von Kan „Reives“ Gao gegründet wurde. Sie erstellen Spiele mit Hauptaugenmerk auf der Geschichte für Windows mit dem RPG Maker XP. Bekannt wurden sie durch ihr kommerzielles Spiel To the Moon.

## Geschichte
Freebird Games begann als persönliches Projekt von Kan Gao. Später wurde das Team größer und besteht nun aus ihm, Jessica M. Vázquez, James Q. Zhang und Gabriela A.
Sie fingen mit ihrem Projekt Quintessence: The Blighted Venom an, einer fortlaufenden Gratis-Computer-Rollenspiel-Serie. Elf Kapitel wurden bisher veröffentlicht, das letzte Kapitel erschien am 11. Oktober 2009. Am 6. Mai 2008 veröffentlichten sie ihr erstes vollständiges Spiel The Mirror Lied. Es wird als eine abstrakte Kurzgeschichte beschrieben. Ihr zweites Spiel Do You Remember My Lullaby? wurde am 21. Dezember 2008 veröffentlicht. Am 20. Juni 2009 veröffentlichten sie eine Demo von einem kommenden Spiel mit dem Titel Lyra’s Melody – The Song She Whispered to Me. Ihre erste kommerzielle Veröffentlichung To the Moon, die am 1. November 2011 herauskam, war ein kommerzieller Erfolg und erhielt positive Bewertungen. Am 28. März 2012 erschien die offizielle deutsche Übersetzung zu dem Spiel. Das Spiel enthält einen Themesong mit dem Titel Everything’s Alright von Laura Shigihara, die außerdem einen Song für Quintessence: The Blighted Venom aufgenommen hat. Am 8. September 2012 wurde To the Moon auf Steam veröffentlicht und gleichzeitig erstmals auch auf Französisch und Italienisch.
Am 7. November 2014 wurde eine Kurzgeschichte mit dem Titel A Bird Story, die in der gleichen Welt wie To The Moon spielt, veröffentlicht. Es handelt sich dabei um die Vorgeschichte zur zweiten Episode in der To the Moon Reihe. Die richtige Fortsetzung zu To the Moon mit dem Titel Finding Paradise wurde am 14. Dezember 2017 veröffentlicht. Das Spiel enthält zwei Themesongs; „Wish My Life Away“ von Laura Shigihara und „Every Single Memory“ von RIOTxRYKER.
Im Mai 2018 wurde bekanntgegeben, dass sich eine Animationsfilm-Adaptation von To The Moon derzeit in Entwicklung befindet. Gao ist beim Schreiben des Drehbuches involviert. Der Film wird ein Gemeinschaftsprojekt, bei dem japanische Firmen hauptsächlich für die Produktion und die chinesische Firma Ultron Event Horizon hauptsächlich für die Finanzierung zuständig sind. Es ist nicht bekannt, welche japanischen Firmen den Film produzieren und animieren werden; Gao beteuerte aber, dass es sich um große Unternehmen handelt. Das genaue Budget für den Film ist unbekannt, soll jedoch über dem Budget für den japanischen Animationsfilm Your Name. – Gestern, heute und für immer liegen.
Im März 2019 wurde die Entwicklung eines neuen Spiels bekanntgegeben, das den Titel Impostor Factory trägt und am 30. September 2021 erschien. Bei dem Spiel handelt es sich um die dritte Episode der To the Moon Reihe.

## Spiele
| Jahr | Name                                         | Sprache(n) | Beschreibung |
| ---- | -------------------------------------------- | --- | --- |
| 2008 | The Mirror Lied                              | Deutsch, Englisch | Eine abstrakte Kurzgeschichte über ein gesichtsloses Mädchen in einer gesichtslosen Welt.                                                             |
| 2008 | Do You Remember My Lullaby?                  | Englisch | Eine nicht-interaktive Kurzgeschichte über den Tag einer Frau während der Weihnachtszeit.                                                             |
| 2011 | To the Moon                                  | Deutsch, Englisch, Französisch, Italienisch, Koreanisch, Russisch, Spanisch, Polnisch, Brasilianisches Portugiesisch, Türkisch, Chinesisch (vereinfacht), Tschechisch, Ukrainisch | Eine interaktive Geschichte über zwei Doktoren, die durch die Erinnerungen eines sterbenden Mannes reisen, um ihm seinen letzten Wunsch zu erfüllen.  |
| 2014 | A Bird Story                                 | Deutsch, Englisch, Französisch, Italienisch, Koreanisch, Russisch, Spanisch, Polnisch, Brasilianisches Portugiesisch, Chinesisch (vereinfacht), Japanisch                         | Eine einfache, surreale Kurzgeschichte über einen Jungen und einen Vogel mit einem gebrochenen Flügel.                                                |
| 2017 | Finding Paradise                             | Deutsch, Englisch, Italienisch, Koreanisch, Russisch, Spanisch, Polnisch, Brasilianisches Portugiesisch, Deutsch, Tschechisch, Ukrainisch                                         | Die Fortsetzung zu To The Moon. |
| 2021 | Impostor Factory                             | Deutsch, Englisch, Koreanisch, Chinesisch (vereinfacht), Französisch, Italienisch, Spanisch, Polnisch, Russisch, Ukrainisch, Portugiesisch, Brasilianisches Portugiesisch         | Ein Krimi mit Thriller-Elementen. |
| TBA  | Lyra’s Melody – The Song She Whispered to Me | Englisch | Ein Märchen-RPG, dessen Ziel es ist, ein interaktives, filmisches Erlebnis zu erschaffen, mit Hauptaugenmerk auf der Geschichte, Atmosphäre und Musik |
| TBA  | Quintessence: The Blighted Venom             | Englisch | Eine fortlaufende Fantasy-RPG-Serie und das erste Projekt von Freebird Games.                                                                         |